# Bornholm (skib fra 1871)
 For alternative betydninger, se Bornholm (flertydig). (Se også artikler, som begynder med Bornholm)
Briggen Bornholm blev bygget i 1864 på Prince Edward Island i Canada.
Skibet blev i 1871 købt i Malmø under navnet "Glencairn". Mogens Christiansen fra Rønne betalte ca. 30.000 danske kroner.
Skibet blev skadet ved en påsejling d. 10. oktober 1911. Skaden var for dyr at reparere, og det blev besluttet at skibet skulle sælges. I april 1912 blev det solgt til Oscarshamn i Sverige.
D. 22. oktober 1924 ramte skibet Salvo Rev og blev slæbt til Fårøsund. Her blev den skrottet til lægter.